# Téléphone illimité
 (janvier 2020).
Si vous disposez d'ouvrages ou d'articles de référence ou si vous connaissez des sites web de qualité traitant du thème abordé ici, merci de compléter l'article en donnant les références utiles à sa vérifiabilité et en les liant à la section « Notes et références ».
Albums de Téléphone
Paris '81
(2000) Au cœur de Téléphone
(2015)
Téléphone illimité est une compilation de Téléphone parue en 2006 dans le cadre d'une campagne de réédition discographique. C'est un double album avec en premier disque un nouveau best of où les chansons sont rangées dans l'ordre chronologiques et un second disque live inédit où toutes les chansons proviennent des archives sonores provenant des concerts du groupe dont les chansons ont été sélectionnées par l'ancienne bassiste du groupe Corine Marienneau. Les enregistrements choisis sont le concert du 7 juin 1977 à l'Olympia (la veille de celui du Bus Palladium où est enregistré le premier single), puis le concert anniversaire du 12 novembre 1979 à Montreuil (dont l’enregistrement est de mauvaise qualité), suivi du concert au club CBGB (haut lieu du punk new-yorkais de Patti Smith, Television et des Ramones) durant l'enregistrement de l'album Au coeur de la nuit. Les derniers extraits choisis sont des inédits de la série de concerts parisiens de février 1981, non parus dans l'album Paris '81 ni ailleurs officiellement.
En 2015, l'intégralité du disque 2 est publié en version remastérisé en tant que neuvième disque de l'intégrale Au cœur de Téléphone.

## Liste des titres

### Disque 1: le best of
1. Hygiaphone (2:57)
2. Métro (c'est trop) (4:28)
3. Flipper (6:05)
4. Crache ton venin (4:57)
5. Fait divers (3:19)
6. La bombe humaine (4:24)
7. Tu vas me manquer (5:39)
8. Au cœur de la nuit (3:30)
9. Argent trop cher (4:10)
10. 2000 nuits (2:28)
11. Fleur de ma ville (3:15)
12. Dure limite (4:39)
13. Ça (c'est vraiment toi) (4:29)
14. Le chat (4:59)
15. Cendrillon (4:00)
16. Un autre monde (4:31)
17. New York avec toi (2:23)
18. Électric Cité (4:06)
19. Le jour s'est levé (4:49)

### Disque 2: Extraits de concerts
Extraits du concert du 7 juin 1977 à l'Olympia, Paris
1. Sur la route (4:53)
2. Métro (c'est trop) (5:44)
3. Medley 66 (7:28)

Extraits du concert du 12 novembre 1979 à la Salles des Fêtes de l'Hôtel De Ville, Montreuil, retransmis sur la station de radio RTL par Bernard Meneguzzi et Dominique Farran
1. Bon anniversaire (0:48)
2. J'sais pas quoi faire (3:25)
3. Fait divers (3:14)
4. Facile (5:01)
5. Le vaudou (5:03)

Extraits du concert du 27 mars 1980 au CBGB, New York, enregistré par Georgio Gomelski
1. Crache ton venin (6:18)
2. Métro c'est trop (5:23)
3. Ne me regarde pas / Regarde moi (4:56)
4. Flipper (8:41)

Extrait du concert du 16 février 1981 à l'Olympia, Paris
1. Pourquoi n'essaies-tu pas ? (5:00)

Extrait du concert du 17 février 1981 au Palais des Sports, Saint-Ouen
1. Les ils et les ons (3:05)
2. Ploum ploum (2:19)